# Товар 200 (филм)
„Товар 200“ (на руски: „Груз 200“) е руски драматичен трилър филм от 2007 година, 11-ти за режисьора Алексей Балабанов.
Заглавието на лентата е заемка от военен термин със същото име, с който се обозначават товари с тела на мъртви войници. Продукцията се занимава с „декаданса“ на тоталитарното общество, в навечерието на Перестройката, с действие развиващо се през 1984 година. Заснет е в познатия обикновен и праволинеен стил на съветското кино от времето на втората половина на 80-те години на XX век. Прецизен и спокоен, впечатляващ преди всичко с хладнокръвното поведение на капитан от милицията, чиито насилствени действия сякаш остават на заден план. Приет е със смесени чувства от публиката, веднъж заради трагичното си съдържание, и втори път заради съблазнителната носталгична нотка на отминалите времена.

## Сюжет
Внимание:  Текстът по-долу разкрива сюжета на произведението (или части от него)!
Щерката на секретар на комунистическата партия случайно се среща със своя познат Валерий в дискотека на провинциален град. Леко подпийнал, той ѝ предлага да я закара в дома ѝ. Пътьом се оказва, че автомобилът трябва да се поправи, и момчето се отбива до най-близката къща, където би могло да намери помощ. На мястото се случва убийство, а изплашеното момиче се скрива в плевня с помощта на възрастна жена. На сутринта е намерена от капитана от милицията Жуков, който отнема девствеността ѝ насилствено. Противно на очакванията на тийнейджърката, че мъжът ще я остави на мира, той я отвежда в дома на старата си майка против волята ѝ. За младата девойка ужасите едва сега започват.

## Актьорски състав
- Агния Кузнецова
- Алексей Полуян
- Леонид Громов
- Алексей Серебряков
- Леонид Бичевин
- Наталия Акимова
- Юрий Степанов
- Михаил Скрябин
- Валентина Андрюкова
- Андрей Мокеев
- Александър Баширов
- Александр Мосин
- Лика Неволина

## Допълнително
Идеята за заснемането на филма се появява у Балабанов 10 години преди работата по него. За създаването на по-автентична атмосфера са използвани песни от 70-те и 80-те години на XX век. Няколко актьори отказват участие във филма заради мрачния сценарий, а самият филм не е препоръчителен за показване по телевизията.